# Société d'économie mixte des voyageurs de l'agglomération toulousaine
Semvat
La Société d'économie mixte des voyageurs de l'agglomération toulousaine (plus connue sous l'acronyme Semvat) est la société qui a géré le réseau de transport en commun couvrant la ville de Toulouse et sa proche banlieue, de 1973 à 2004. Elle exploitait 64 lignes de bus urbains et une ligne de métro type VAL, ainsi que 22 lignes de cars interurbains du réseau Arc-en-Ciel.

## Statut juridique
La Semvat était une société anonyme d'économie mixte dont le capital était réparti entre :
- public : 80 % (dont Le Grand Toulouse : 35,97 %, Toulouse : 16,33 %, Haute-Garonne : 25 %) ;
- privé et parapublic : 20 % (dont Transdev (groupe C3D/RATP) : 9,2 %).

La Semvat exploitait le réseau de transport en commun de Toulouse dans le cadre d'une délégation de service public qui lui était concédée par le Syndicat Mixte des Transports en Commun (SMTC), émanation des collectivités locales citées plus haut, connu désormais sous la marque « Tisséo », adoptée en 2002.

## Histoire
Le SMTC est créé en 1972 et commence, via la Semvat, l'exploitation du réseau de bus de ville et d'autocars interurbains en 1973, succédant ainsi à la STCRT,.
Le 26 juin 1993, la première ligne du métro de Toulouse, constituant à la fois le premier et dernier grand projet de la Semvat (notamment de par son coût et son envergure), est inaugurée,.
Le 21 septembre 2001, un quart des bus de la société de transport est détruit à la suite de l'explosion de l'usine AZF, entraînant la suppression d'une dizaine de lignes mais surtout l'un des plus grands coups durs de son histoire,.
Elle a été radiée du registre du commerce et des sociétés le 10 mai 2010.

### Dissolution
En 2004, elle perd le marché lors d'un appel d'offres et cède la place à la société privée Connex. Après une forte lutte politique entre les élus de Toulouse et ceux des socialistes du conseil général, le 17 novembre 2005, Tisséo décide de reprendre l'exploitation du réseau en régie directe à partir du 1er janvier 2006,.
Après avoir perdu son marché sur l'appel d'offres du réseau urbain en 2004, la Semvat a continué d'exister jusqu'au mois d'août 2006 en exploitant l'autre partie de son activité, à savoir les lignes régulières de transport interurbain, départementales, qu'elle avait remporté dans un appel d'offres du conseil général de la Haute-Garonne. Une régie départementale sous la forme d'un EPIC a repris l'exploitation de ces lignes et le personnel de la Semvat.

### Identité visuelle (logo)

Logo utilisé sur certains autobus de 1973 à 1992.
Logo officiel de 1992 à 2002.

## Tarification
La Semvat nommait ses titres de transports selon des couleurs :
- Rouge : 1 déplacement
- Or : 2 déplacements sur 2 zones[1].
- Bleu : Ticket vendu uniquement à bord des bus en 2002 pendant la période de transition du passage à l'euro[17].

## Patrimoine

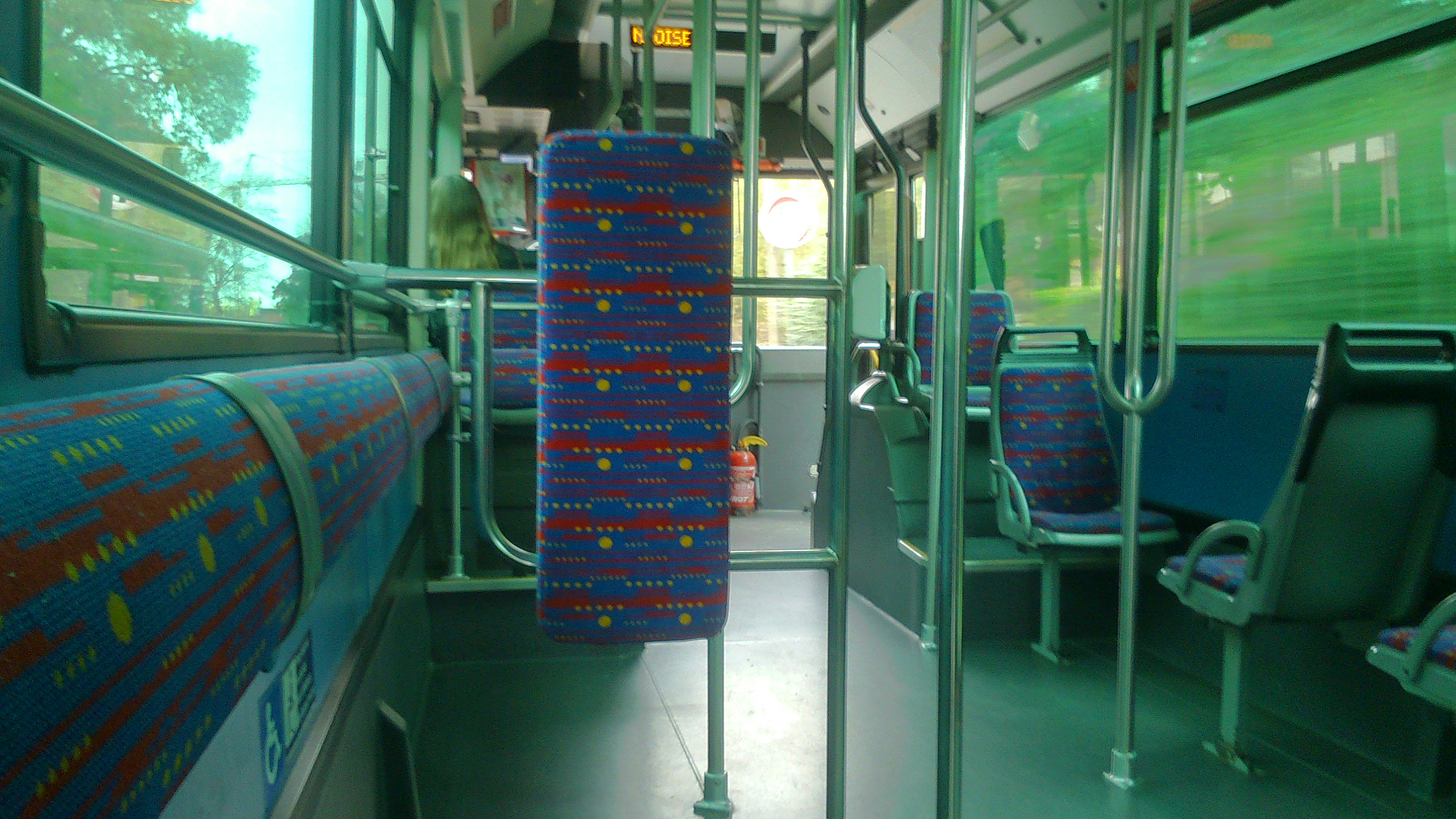
En 2018, certains bus Tisséo de lignes éloignées possèdent encore les couleurs de la Semvat.
Ici, sur la ligne 116.

Des vestiges de la compagnie de transport subsistent encore dans les transports toulousains. L'intérieur de certains bus Tisséo de lignes périurbaines ainsi que de nombreuses rames VAL 208 du métro possèdent encore l'identité visuelle de la Semvat.

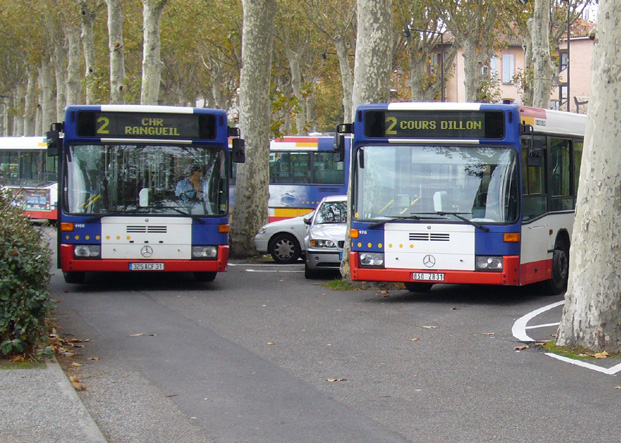
Bus à la gare routière du Cours Dillon aux couleurs de la Semvat en 2006.

Huit autobus de la Semvat sont conservés par l'ASPTUIT,, participant à la sauvegarde du patrimoine des transports publics à Toulouse et en Haute-Garonne.